# Cyclophora coecaria
Cyclophora coecaria är en fjärilsart som beskrevs av Herrich-Schäffer 1870. Cyclophora coecaria ingår i släktet Cyclophora och familjen mätare. Inga underarter finns listade i Catalogue of Life.